# Landschaftsschutzgebiet Begaaue (Lage)
Das 67,83 Hektar große Landschaftsschutzgebiet Begaaue liegt im nördlichen Stadtgebiet von Lage. Es wurde 2006 mit dem Landschaftsplan Lage durch den Kreistag des Kreises Lippe als Landschaftsschutzgebiet (LSG) ausgewiesen. Das Schutzgebiet besteht aus einer großen Hauptfläche mit der Begaaue und einer kleinen Nebenfläche entlang des Haustenbaches, dabei wird das LSG von einem Zipfel Land vom Stadtgebiet Bad Salzuflen unterbrochen. Im Stadtgebiet Bad Salzuflens grenzt direkt das Landschaftsschutzgebiet Beganiederung an.

## Beschreibung
Das LSG umfasst einen etwa 2,2 Kilometer langen gering ausgebauten bis naturnahen Abschnitt der Bega, den naturnahen und stark mäandrierenden Unterlauf des Haustenbach und einen westlich zufließenden Quellbach. Die Bäche sind von lückigen bis durchgehenden schmalen Ufergehölzen aus Erlen, Eschen, Weiden, Pappeln und Kopfweiden gesäumt. Teils liegen auch Erlen-, Eschen- oder Eichen-Hainbuchenauenwälder im Schutzgebiet. Am Gewässersaum wächst schwach entwickeltes Rohrglanzgrasröhricht. Am Rand der Aue und in Mündungsbereichen liegendes Grünland, Feuchtwiesen, Hochstaudenbrachen und Heckenbereichen gehören zum Gebiet. Auch eine Sandabgrabung liegt im LSG.
Die Bega weist eine kiesig sandige Sohle und Sandbänke auf. Der Bach hat verschiedene Wassertiefen mit unterschiedlicher Fließgeschwindigkeit. 
Der Landschaftsplan Lage führt zum Wert des LSG aus: „Das Gebiet weist eine hohe strukturelle Vielfalt auf und hat wegen des Vorkommens gefährdeter Pflanzengesellschaften, RL-Pflanzen- und Tierarten, wertvoller, naturnaher Flussaue, naturnaher Bachabschnitte, naturnaher Quellbereiche, Auwälder und Röhrichte eine landesweite Bedeutung als Refugial- und Vernetzungsbiotop auengeprägter Biotope in der ansonsten ausgeräumten Ackerlandschaft. Der Bereich ist wertvoll für Amphibien, Schmetterlinge, Höhlenbrüter und Wiesenvögel.“

## Schutzzwecke für das LSG
Laut Landschaftsplan erfolgte die Ausweisung des LSG
- „zur Erhaltung und Wiederherstellung der Leistungsfähigkeit des Naturhaushaltes in ökologisch besonders wertvoll strukturierten Bereichen mit Wasser-, Klima- und Biotopschutzfunktionen,“
- „zur Erhaltung und Wiederherstellung von Quellbereichen und naturnahen Fließgewässern, Wald- und Grünlandbereichen unterschiedlicher Feuchtestufen, Feldgehölzen, Hecken und Obstwiesen,“
- „zur Erhaltung morphologisch ausgeprägter Bereiche zur Sicherung der landschaftlichen Eigenart und Vielfalt für die Erholung,“
- „zur Erhaltung wertvoller Biotopkomplexe aus Wald-Grünlandbereichen, Fließgewässern und Quellen sowie Biotopen nach § 62 LG mit wichtigen Refugial-, Puffer-, Trittstein- und Vernetzungsfunktionen,“
- „zur Erhaltung und Wiederherstellung wichtiger Rückzugsräume für die bedrohte Tier- und Pflanzenwelt,“
- „zur Sicherung der das Orts- und Landschaftsbild gliedernden und belebenden und die dörflichen Siedlungsstrukturen prägenden Freiraumelemente.“[1]

## Rechtliche Vorschriften
Im Landschaftsschutzgebiet ist unter anderem das Errichten von Bauten verboten. Grün- und Brachland darf nicht in eine andere Nutzungsart umgewandelt oder umgebrochen werden.